# A6 (motorväg, Schweiz)
A6 är en motorväg i Schweiz som går mellan Lyss och Wimmis.